# São Luís de Montes Belos
São Luís de Montes Belos este un oraș în Goiás (GO), Brazilia.